# ناري (سيلوانة)
ناري (بالكردية: ناری) هي إحدى القرى التابعة لـمرغور في ريف قسم سيلوانه من مقاطعة أرومية، في محافظة أذربیجان الغربیة الإيرانية.

## السكان
حسب إحصاءات سنة 2006، بلغ إجمالي السكان في ناري 308 نسمة وعدد المساكن 57 مسكن. لغة سكان ناري هي اللغة الكردية و هم من أهل السنة والجماعة والمذهب الشافعي.